# 瑪莉安·阿斯拉瑪贊
瑪莉安·阿斯拉瑪贊（Mariam Arshaki Aslamazian，1907年10月20日—2016年7月16日）。苏联画家，曾獲得亚美尼亚苏维埃社会主义共和国人民艺术家（1965年）及苏联人民艺术家（1990年）。

## 生活
她和画家耶拉努西·阿斯拉瑪贊（Yeranuhi Aslamazian）是姐妹關係。位在他們家鄉久姆里的阿斯拉瑪贊姊妹博物館保有他們的大量作品。
阿斯拉瑪贊是斯捷潘·阿加贾尼扬和彼得罗夫—佛德金的学生。 她的绘画創作引發了生活中豐富多彩、戲劇無比的主題。同时，评论指出他畫作中相对傑出，她精致的瓷盘也被普遍認為是杰作。
瑪莉安·阿斯拉瑪贊在莫斯科去世，安葬於葉里溫的柯米塔神殿。

## 著名画作
- 英雄的回歸 (The Return of the Hero，1942年)
- 我70岁 (I'm 70 Years Old，1980年)
- 吵闹的邻居 (Noisy Neighbors，1981年)